# Coleophora agricolella
Coleophora agricolella é uma espécie de mariposa do gênero Coleophora pertencente à família Coleophoridae.<